# Ruska Prawda

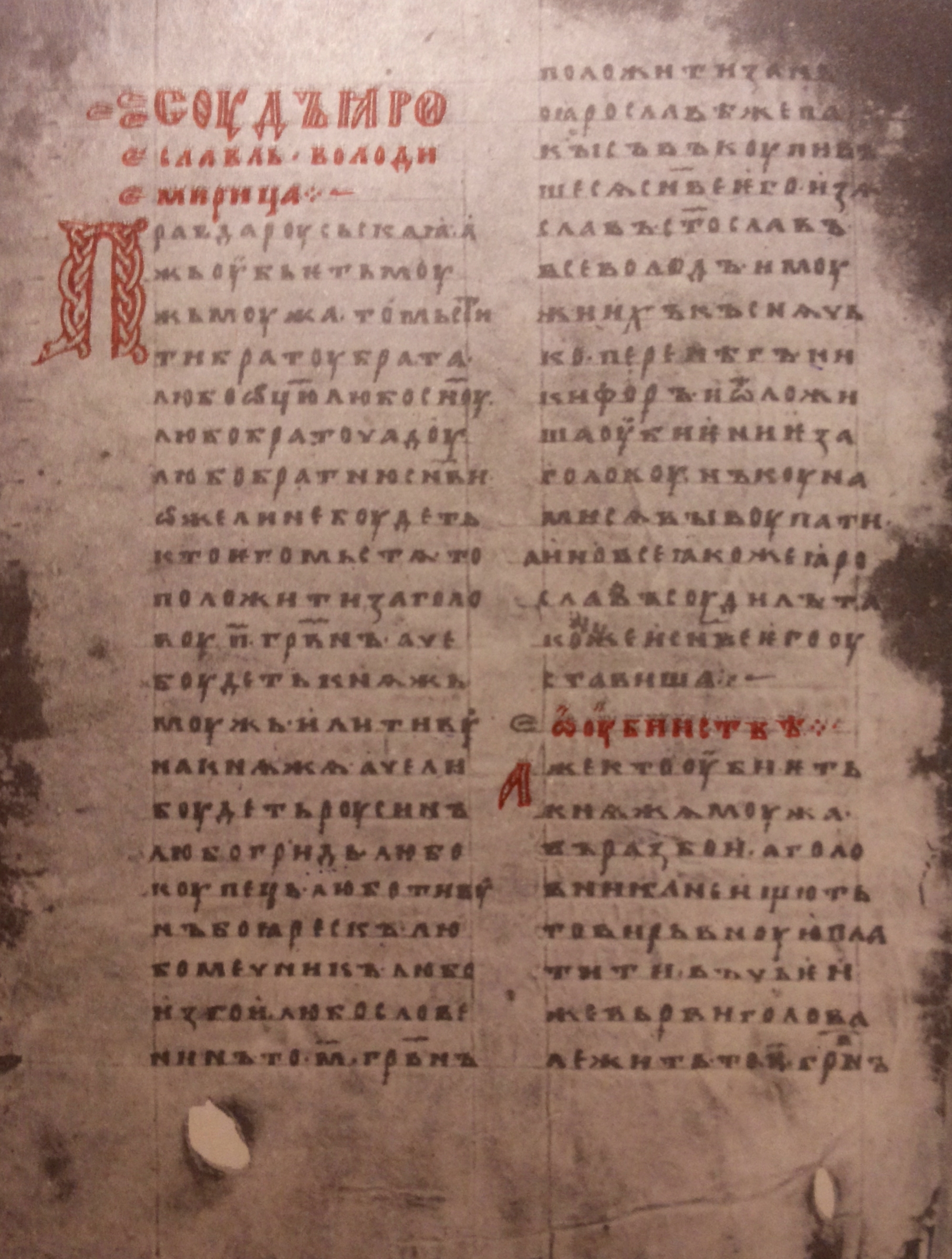
Pierwsza strona reprodukcji Ruskiej Prawdy

Ruska Prawda (prawda: tu w starosłowiańskim znaczeniu „prawodawstwo”; ros. Русская правда, Russkaja Prawda; ukr. Руська Правда, Ruśka Prawda) – najstarszy zbiór prawa Rusi Kijowskiej. 
Pierwsze edycje powstały w czasach panowania Jarosława Mądrego. Pomnik prawa średniowiecznego. Zbiór przepisów zawierający normy prawa zwyczajowego oraz stanowionego (w postaci ustawodawstwa książęcego). Spisana w całości w języku starosłowiańskim. Porównywana z Frankońskimi Leges Barbarorum (z uwagi na analogiczny poziom rozwoju prawa).
Ruska Prawda powstawała etapami (wraz z upływem czasu była modyfikowana i uzupełniana). Znane są obecnie dwie redakcje Ruskiej Prawdy: tzw. Krótka Prawda i tzw. Obszerna Prawda, znany jest również wyciąg z Obszernej Prawdy, tzw. Skrócona Prawda. Odkryto ponad 100 odpisów zbioru.
- Krótka Prawda powstała wcześniej (schyłek XI w.). Obejmuje:
  - Prawdę Jarosława: składają się na nią spisane prawo zwyczajowe sięgające swymi korzeniami X, a nawet IX w., oraz ustawy wydane przez Jarosława Mądrego wydane w latach 30. XI w.
  - Prawdę Jarosławowiczów: za okres jej powstania przyjmuje się lata: 1054–1072. Zawiera: normy prawa zwyczajowego, orzecznictwo sądowe oraz przepisy wydane przez trzech synów Jarosława (Jarosławowiczów).

W obydwu częściach tej redakcji przeważają regulacje dotyczące dziedziny prawa karnego oraz prawa procesowego.
- Obszerna Prawda pochodzi z pierwszej połowy XII w., również składa się z dwóch części, którymi są:
  - Krótka Prawda: jej przepisy zostały jednak w wielu miejscach uzupełnione i zmodyfikowane za sprawą wnuków Jarosława. Jej regulacje zostały również ułożone w sposób usystematyzowany.
  - Statut Włodzimierza Monomacha; wydany w czasach jego panowania (1113–1125) zawiera zebrane przepisy wydane przez książąt kijowskich po ukazaniu się Krótkiej Prawdy oraz ustawy z czasów Monomacha.

I w tej redakcji wciąż dominują przepisy prawa karnego i procesowego, silniej rozbudowano przepisy prawa cywilnego, w szczególności zobowiązań (depozyt, pożyczka, kupno – sprzedaż), jak również dziedziczenia i opieki. Nie przewidywała kary śmierci ani okaleczenia, najsurowszą karą publiczną było wygnanie winowajcy (razem z rodziną) połączone z zaborem całego mienia.
- Skrócona Prawda pojawiła się w późniejszym czasie (XV w.). Był to wyciąg z redakcji Obszernej Prawdy, dokonany z pewnymi przeróbkami. Jej powstanie dowodziło, że normy prawne zawarte w Ruskiej Prawdzie nadal znajdowały się w użyciu. Skrócona Prawda nie odegrała znaczącej roli w praktyce sądowej.

Ruska Prawda zawiera regulacje typowe dla ówczesnego prawa np.: stanowość prawną (córki bojarów dziedziczyły ziemię w przypadku braku synów, natomiast córki chłopów były całkowicie wyłączone z sukcesji). W jej skład wchodziły również przepisy reformatorskie (np. ograniczenie kręgu krewnych, którzy byli uprawnieni do zemsty (odwetu) za zabójstwo, zmniejszenie przypadków, gdzie miał miejsce początek). Odzwierciedla to fakt, że składa się z przepisów prawa zwyczajowego (a więc stabilnego; „stare prawo to dobre prawo”) oraz elementów prawa stanowionego (szybciej ulegającego zmianom i modyfikacjom). Regulacje Ruskiej Prawdy wprowadzały i utwierdzały ustrój feudalny, jaki panował na Rusi Kijowskiej. Znajdujmy w niej regulacje dotyczące smerdów, (zakaz tortur podczas śledztwa bez zgody kniazia), pozycji kniazia czy statusu zakupów (chłopi, którzy z powodu długów oddali siebie – nieraz wraz z rodziną – w zastaw). Prawo to w większym stopniu ochraniało zdrowie i honor ludzi, którzy są wyżej w hierarchii społecznej.
Ruska Prawda jest jednym z najstarszych pomników prawa słowiańskiego. Spisana w języku staroruskim, daje obraz ówczesnej terminologii prawniczej. Stanowi cenne źródło poznania prawa (np. jej regulacje dowodzą, że na Rusi znana była instytucja testamentu) oraz stosunków społecznych i gospodarczych z XI i XII w. Jej regulacje zostały wykorzystane przy opracowywaniu sudiebnika Kazmierza Jagiellończyka i I Statutu Litewskiego. W Moskwie obowiązywała aż do chwili powstania ogólnorosyjskiego zbioru praw wydanego przez Iwana III w 1498 r.